# Philipstockstraat
De Philipstockstraat is een straat in Brugge.

## Beschrijving
In de twaalfde en tot de vijftiende eeuw heette deze straat de Zilversmidstraat. In de loop der jaren wijzigde de naam, zoals deze vermelding aantoont:
- 1499 Zelversmedestrate ghenaemt Philipstockstrate.

De verklaring is er niet makkelijker op geworden. Karel De Flou vond:
- in 1578: Sleipstockstrate. Hij had ook in 1319 in Ieper de familienaam 'Slepstoc' gevonden.

Doordat Philipstockstraat veel vroeger in een document was terug te vinden dan Sleipstockstraat, oordeelde Albert Schouteet dat de eerste naam ook de oudste moest zijn en dat 'Sleipstock' een vervorming was van Philipstock. Niemand had een aanvaardbare verklaring gevonden voor wat Philipstock dan wel wilde zeggen, schreef hij. Bijkomend vestigde hij er de aandacht op dat de straat verbinding had met de Wapenmakersstraat en dat het dus misschien om een slijpstok kon gaan, die tot de werktuigen van een wapenmaker behoorde.
Frans Debrabandere was het grotendeels eens met de tweede uitleg en dacht niet dat het toevallig en eenmalig eerder in de documenten opduiken van Philipstock een beslissend argument was. Vanaf de 16de eeuw kwamen veel varianten voor: Slijpstockstrate, Sleipstockstrate, Sleepstockstrate. Hij verklaarde het woord dan ook als slepen met een stok, en stok betekende in die context een wapen of wapenstok. De betekenis van Sleepstock was dus: iemand die een wapen sleept of draagt, een wapendrager. Hij was het ermee eens dat de nabijheid van de Wapenmakersstraat niet toevallig kon zijn en deze verklaring ondersteunde.

## Literatuur

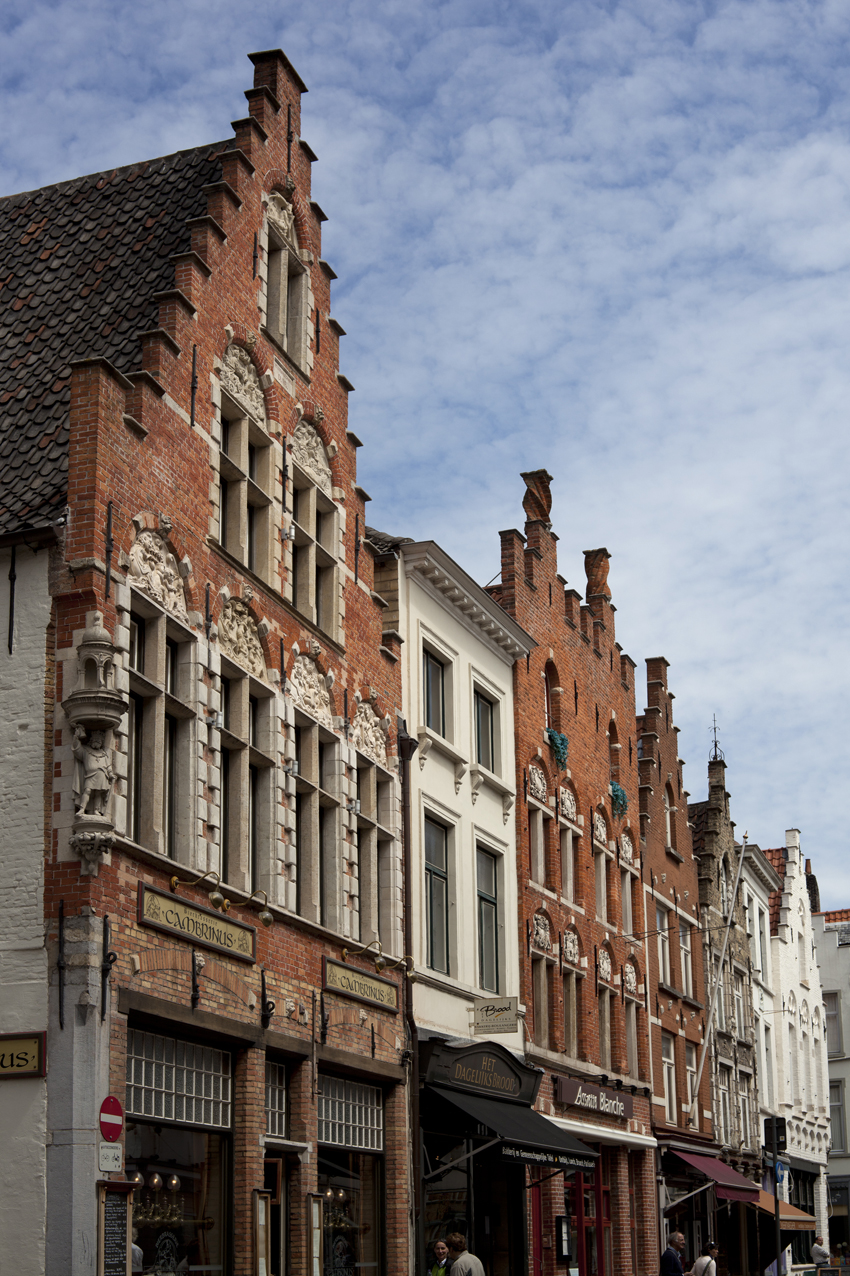
Huizenrij met trapgevels in de Philipstockstraat